# Austrian International 1994
Die Austrian International 1994 fanden vom 22. bis zum 24. April 1994 in Pressbaum statt. Es war die 24. Austragung dieser offenen internationalen Meisterschaften von Österreich im Badminton.

## Sieger und Platzierte
| Disziplin    | Gold                               | Silber                                 | Bronze                              |
| ------------ | ---------------------------------- | -------------------------------------- | ----------------------------------- |
| Herreneinzel | Rikard Magnusson                   | Jesper Olsson                          | Henrik Bengtsson                    |
| Herreneinzel | Rikard Magnusson                   | Jesper Olsson                          | Lee Mou-chou                        |
| Dameneinzel  | Margit Borg                        | Chen Hsiao-li                          | Irina Serova                        |
| Dameneinzel  | Margit Borg                        | Chen Hsiao-li                          | Lotta Andersson                     |
| Herrendoppel | Andrei Antropow Nikolai Sujew      | Thomas Damgaard Jan Jørgensen          | Ger Shin-ming Shyu Jeng-yong        |
| Herrendoppel | Andrei Antropow Nikolai Sujew      | Thomas Damgaard Jan Jørgensen          | Harald Koch Jürgen Koch             |
| Damendoppel  | Lee Ming-hwa Shyu Yu-ling          | Nadezhda Chervyakova Martine de Souza  | Virginie Delvingt Sandrine Lefèvre  |
| Damendoppel  | Lee Ming-hwa Shyu Yu-ling          | Nadezhda Chervyakova Martine de Souza  | Lone Sørensen Kirsten Sprang        |
| Mixed        | Nadezhda Chervyakova Nikolai Sujew | Tatiana Gerassimovitch Witali Schmakow | Mikhail Korshuk Vlada Chernyavskaya |
| Mixed        | Nadezhda Chervyakova Nikolai Sujew | Tatiana Gerassimovitch Witali Schmakow | Verena Fastenbauer Peter Kreulitsch |

## Finalergebnisse
| Disziplin    | Sieger                             | Finalist                               | Ergebnis        |
| ------------ | ---------------------------------- | -------------------------------------- | --------------- |
| Herreneinzel | Rikard Magnusson                   | Jesper Olsson                          | 15-9 15-17 15-4 |
| Dameneinzel  | Margit Borg                        | Chen Hsiao-li                          | 11-7 11-2       |
| Herrendoppel | Andrei Antropow Nikolai Sujew      | Thomas Damgaard Jan Jørgensen          | 15-6 15-10      |
| Damendoppel  | Shyu Yu-ling Lee Ming-hwa          | Nadezhda Chervyakova Martine de Souza  | 15-6 18-13      |
| Mixed        | Nikolai Sujew Nadezhda Chervyakova | Witali Schmakow Tatiana Gerassimovitch | 15-5 15-12      |